# 뾰족뒤쥐
뾰족뒤쥐(Sorex shinto) 또는 신토뒤쥐는 땃쥐과에 속하는 포유류의 일종이다. 일본의 토착종이다. 뾰족주머니뒤쥐라고 불리기도 한다.

## 아종
- Sorex shinto sadonis
- Sorex shinto shikokensis
- Sorex shinto shinto